# Дамдинсурэнгийн Нямху
Дамдинсурэнгийн Нямху (монг. Дамдинсүрэнгийн Нямхүү, 25 ноября 1979, Улан-Батор) — монгольский дзюдоист полусредней весовой категории, выступал за сборную Монголии на всём протяжении 2000-х годов. Участник двух летних Олимпийских игр, чемпион Азиатских игр, чемпион Азии, победитель многих турниров национального и международного значения.

## Биография
Дамдинсурэнгийн Нямху родился 25 ноября 1979 года в Улан-Баторе. Впервые заявил о себе в сезоне 1998 года, дебютировал на этапах Кубка мира в Праге и Варшаве, дошёл на них до 1/16 и 1/8 финала соответственно.
Первого серьёзного успеха на взрослом международном уровне добился в 2001 году, когда попал в основной состав монгольской национальной сборной и побывал на домашнем чемпионате Азии в Улан-Баторе, откуда привёз награду серебряного достоинства, выигранную в полусредней весовой категории — единственное поражение потерпел здесь от представлявшего Южную Корею Чху Сонхуна. При этом на чемпионате мира в Мюнхене выступил неудачно, выбыл из борьбы за медали уже после стартового поединка. Год спустя получил серебряную медаль на международном турнире класса «А» в Роттердаме и стал бронзовым призёром Азиатских игр в корейском Пусане. Ещё через год одержал победу на азиатском первенстве в Чеджу, в зачёте полусреднего веса взял верх над всеми своими соперниками, в том числе над корейцем Квон Ён У. Тем не менее, на мировом первенстве в Осаке в число призёров не попал, в 1/8 финала снова проиграл Чху Сонхуну, который выступал за Японию под японским именем Ёсихиро Акияма.
Благодаря череде удачных выступлений Нямху удостоился права защищать честь страны на летних Олимпийских играх 2004 года в Афинах, нёс знамя Монголии на церемонии открытия, однако в первом же поединке проиграл кубинцу Габриэлю Артеаге и сразу лишился всяких шансов на попадание в число призёров.
В 2006 году выиграл бронзовую медаль на домашнем восточноазиатском чемпионате в Улан-Баторе и был лучшим на Азиатских играх в Дохе, в частности, в финале прошёл казаха Алмаса Атаева. В следующем сезоне удостоился серебряной награды на Суперкубке мира в Гамбурге и поучаствовал в зачёте чемпионата мира в Рио-де-Жанейро, где остановился на стадии 1/16 финала. Будучи одним из лидеров дзюдоистской команды Монголии, благополучно прошёл квалификацию на Олимпийские игры 2008 года в Пекине — в 1/32 финала проиграл голландцу Гийому Элмонту, тогда как в утешительных встречах взял верх над первыми тремя соперниками и уступил в финальном поединке украинцу Роману Гонтюку.
После пекинской Олимпиады Дамдинсурэнгийн Нямху ещё в течение некоторого времени оставался в основном составе монгольской национальной сборной и продолжал принимать участие в крупнейших международных турнирах. Так, в 2009 году он выступал на турнире большого шлема в Москве и на чемпионате мира в Роттердаме, где на стадии 1/8 финала потерпел поражение от россиянина Ивана Нифонтова. Последний раз показал сколько-нибудь значимые результаты в сезоне 2010 года, когда в очередной раз стал чемпионом Монголии в полусредней весовой категории и занял пятое место на домашнем этапе Кубка мира в Улан-Баторе. Провёл один поединок и на мировом первенстве в Токио, проиграл представителю Белоруссии Александу Стешенко. Вскоре по окончании этих соревнований принял решение завершить карьеру профессионального спортсмена.

## Семья
Дядя Галдангийн Жамсран — самбист, чемпион и призёр чемпионатов мира, победитель и призёр розыгрышей Кубка мира, серебряный призёр соревнований «Дружба-84» по самбо, Заслуженный спортсмен Монголии (1984). Двоюродный брат Сайнжаргалын Ням-Очир — дзюдоист, бронзовый призёр чемпионатов Азии, мира и летней Олимпиады 2012 года в Лондоне.